# Ulrich Franke
Ulrich Franke (* 11. September 1957 in Dortmund) ist ein deutscher Jurist und war bis 2023 Richter am Bundesgerichtshof (BGH).
Nach Abschluss seiner juristischen Ausbildung trat er 1987 in den höheren Justizdienst der Freien und Hansestadt Hamburg ein; dort war er als Staatsanwalt tätig.
Von 1991 bis 1995 war er wissenschaftlicher Mitarbeiter des Generalbundesanwaltes beim Bundesgerichtshof. Daran schloss sich eine dreijährige Abordnung an das Bundesverfassungsgericht (BVerfG) an. 1998 wurde der promovierte Jurist zur Bundesanwaltschaft versetzt und zum Oberstaatsanwalt beim BGH ernannt. Dort bearbeitete er bei der Leipziger Dienststelle des Generalbundesanwalts Revisionsstrafsachen aus dem Zuständigkeitsbereich des 5. Strafsenats des Bundesgerichtshofes, wozu auch Steuerstrafsachen zählen.
Am 6. Januar 2005 wurde er zum Richter am BGH ernannt. Er war zunächst dem vornehmlich für das Versicherungsvertragsrecht und das Erbrecht zuständigen IV. Zivilsenat zugewiesen worden. Seit dem 1. März 2009 gehörte er dem 4. Strafsenat des Bundesgerichtshofes an. Seit dem 5. November 2018 war er Vorsitzender des 2. Strafsenats des Bundesgerichtshofes.
Franke trat am 31. August 2023 in den Ruhestand.
Er ist verheiratet und hat neun Kinder.

## Werke
Ulrich Franke ist Verfasser eines Kommentars zum Betäubungsmittelgesetz.
- Franke, Ulrich; Wienroeder, Karl, 3., neu bearb. Aufl., C. F. Müller Kommentar, Heidelberg 2007, ISBN 3-8114-6699-2